# 7147 Feijth
7147 Feijth è un asteroide della fascia principale. Scoperto nel 1960, presenta un'orbita caratterizzata da un semiasse maggiore pari a 2,4249491 UA e da un'eccentricità di 0,1910602, inclinata di 1,81855° rispetto all'eclittica.